# Cosmia ochrea
Cosmia ochrea är en fjärilsart som beskrevs av Tutt 1892. Cosmia ochrea ingår i släktet Cosmia och familjen nattflyn. Inga underarter finns listade i Catalogue of Life.